# Jezioro Słoneczne
Jezioro Słoneczne (do 1945 niem. Stau See) – niewielkie jezioro o wydłużonym kształcie położone na szczecińskim osiedlu Gumieńce przy ul. Derdowskiego. Przez jezioro przepływa rzeczka Bukowa. Na jeziorze znajduje się niewielka wyspa (Wyspa Miłości), połączona mostkiem z lądem stałym.
Zbiornik powstał w latach 30. XX w., w naturalnym zagłębieniu, wskutek zmeliorowania okolicznych terenów przeznaczonych pod budownictwo mieszkaniowe.
W latach 50. XX w. nad jeziorem znajdowała się plaża miejska
Stan czystości jeziora jest niezadowalający, głównie za sprawą dużej ilości zanieczyszczeń niesionych przez rzekę Bukową.